# Bandeirantes
Bandeirantes là một đô thị thuộc bang Mato Grosso do Sul, Brasil. Đô thị này có diện tích 3115,514 km², dân số năm 2007 là 5843 người, mật độ 1,88 người/km².